# Nazarenos (parodistas)
Nazarenos es un conjunto uruguayo de parodistas, ganadores del Carnaval de Uruguay en cinco oportunidades dentro de su categoría. El conjunto fue fundado en 2000 por Miguel Villalba y su familia.

## Parodistas
Según el Reglamento de Carnaval 2000, esta categoría deberá parodiar el argumento de obras, o historias de hechos y/o personajes de público y notorio conocimiento, en una imitación burlesca realizada en tono jocoso, pudiendo en determinados pasajes del espectáculo tener matices dramáticos, según la propuesta de cada conjunto.

## Historia
Nazarenos nació a partir de un proyecto familiar de Miguel Villalba. El parodista, figura del Carnaval en Uruguay, tuvo una prolífera carrera dese 1971, formando parte de históricos conjuntos como Los Gaby's y Los Walker's. En 1996 aceptó formar parte de un proyecto de Carlos Viana y Gervasio Prattis, formando el grupo Valentino's, en el cual participó como componente y como director, consiguiendo una histórica doble consagración en sus primeras presentaciones.
Todo lo anterior sirvió de antesala para que Villalba, acompañado por su esposa Mary y por sus hijos Leonardo y Fabián, formara su propio conjunto en 2000, dándole el nombre de Nazarenos. La agrupación debutó ese mismo año con un segundo puesto, apenas por debajo de Momosapiens.
Nazarenos consiguió su primer primer puesto en la categoría parodistas del Concurso Oficial del Carnaval de Uruguay en 2002, donde superó en una reñida contienda al bicampeón vigente, Momosapiens y al nueve veces campeón, Zíngaros, que estaba dando sus primeros pasos.  
Esas tres agrupaciones fueron las grandes protagonistas de la categoría durante los próximos años, repartiéndose en general los primeros tres lugares. No obstante, Nazarenos consiguió una sola victoria en 2005. 
El conjunto estuvo sin presentarse durante 2010 y 2011, dado a problemas personales de la familia Villalba. No obstante, Miguel se presentó en el concurso de 2011 con Momosapiens, agrupación que festejaba sus 20 años.  
Nazarenos volvió en 2012 y se encontró con un panorama distinto: la irrupción de Los Muchachos y Aristophanes, conjuntos que comenzaron a disputarle los primeros puestos a las tres antes mencionadas, provocó que las competencias comenzaran a ser aún más disputadas y, entrar al podio, más difícil.  
El conjunto volvió a ganar en 2013, pero al año siguiente tuvo una de las peores actuaciones de su historia y terminó quinta, entrando por poco a la liguilla. Luego de algunos años malos, el conjunto llegó sobre el final de la década a una de sus épocas más doradas.  
Liderado por Aldo Martínez, una de las más grandes figuras de la historia del Carnaval en Uruguay, Nazarenos ganó los concursos de 2002, 2005, 2017 y 2019. En 2018 fue segundo apenas 4 puntos detrás de Zíngaros. En 2019 se destacó la Parodia "Omar Gutiérrez", que repasó la vida del conductor de radio y televisión uruguayo Omar Gutiérrez, que tuvo mucha repercusión popular.

## Integrantes
- Miguel Villalba
- Fabián Villalba
- Sebastián Villalba
- Aldo Martínez
- Joaquín Rodríguez
- Luis Espinosa
- Gonzalo Moreira
- Ricardo “Tato” García
- Gabriel Mareco
- Jacinto Giménez
- Lucas Morón
- Sebastián Meneses
- Emiliano Poetti
- Nahuel Rodríguez
- Miguel Ángel Casaravilla
- Diego Díaz
- Enzo Chávez
- Mathías Fariña
- Iván Joel Castro[4]

## Ficha técnica
| Dirección responsable    | Miguel Villalba y Leonardo Villalba                |
| Coordinación general     | Fabián Villalba                                    |
| Arreglos corales         | Martín Angiolini                                   |
| Textos                   | Claudio Melcon, Emiliano Tuala y Cristina Casciano |
| Puesta en escena         | Aldo Martínez                                      |
| Pistas y musicalidad     | Fabián Villalba                                    |
| Coreografía y bailes     | Sebastián Meneses y Gabriel Mareco                 |
| Diseño de vestuario      | Mary de Villalba                                   |
| Realización de vestuario | Mary de Villalba                                   |
| Escenografía             | Carlos Vázquez, Roberto Parada y Diego Lorenzo     |
| Iluminación              | Gastón Alhaeff                                     |

## Posiciones
Posiciones obtenidas en la categoría Parodistas en el Concurso Oficial del Carnaval de Uruguay, desde su ingreso en el año 2000.
| 2000                                                   | 2001 | 2002 | 2003 | 2004 | 2005 | 2006 | 2007 | 2008 | 2009 | 2010 | 2011 | 2012 | 2013 | 2014 | 2015 | 2016 | 2017 | 2018 | 2019 | 2020 |
| ------------------------------------------------------ | ---- | ---- | ---- | ---- | ---- | ---- | ---- | ---- | ---- | ---- | ---- | ---- | ---- | ---- | ---- | ---- | ---- | ---- | ---- | ---- |
| 2º                                                     | 3º   | 1º   | 3º   | 2º   | 1º   | 2º   | 2º   | 2º   | 2º   | ...  | ...  | 3º   | 1º   | 5º   | 3º   | 3º   | 1°   | 2º   | 1º   | 2°   |
| No accedieron a la liguilla. Obtuvieron el 1er Premio. |      |      |      |      |      |      |      |      |      |      |      |      |      |      |      |      |      |      |      |      |